# Перевісьє (Ковилкінський район)
Переві́сьє (рос. Перевесье, ерз. Перевесье) — село у складі Ковилкінського району Мордовії, Росія. Входить до складу Клиновського сільського поселення.
Населення — 93 особи (2010; 98 у 2002).
Національний склад станом на 2002 рік:
- росіяни — 98 %